# Parc provincial Lady Evelyn-Smoothwater
Le parc provincial Lady Evelyn-Smoothwater (anglais : Lady Evelyn-Smoothwater Provincial Park) est un parc provincial situé en Ontario (Canada) dans les districts de Timiskaming et de Sudbury. Il est l'un des nombreux parcs de la région de Temagami.
Le parc comprend le lac Smoothwater (en), le lac Makobe, la crête Ishpatina (le point culminant de la province), le mont Maple (en) et une bonne partie de la rivière Lady Evelyn. Il est situé dans l'écorégion des forêts transitionnelles de l'Est. Il est reconnu pour sa protection d'une des dernières forêts primaires de l'Ontario et pour des tours à feu de la crête Ishpatina et du mont Maple.